# Muhammad Daoud
Muhammad Daoud Abbasi (arabisch محمد داوود العباسي; * 1914 in Silwan, Ostjerusalem; † 19. Januar 1972 in Amman, Jordanien) war ein jordanischer Brigadegeneral der Streitkräfte Jordaniens und Politiker, der unter anderem während der Ereignisse des sogenannten Schwarzen Septembers im Jordanischen Bürgerkrieg 1970 für zehn Tage kurzzeitig Ministerpräsident von Jordanien war.

## Leben
Daoud wuchs im Völkerbundsmandatsgebiet Palästina auf und wurde 1948 Polizist in Tulkarm. 1952 gehörte als Mitglied einer Delegation zur Aushandlung eines Waffenstillstandsabkommens mit Israel an und wurde 1958 Vorsitzender dieser Delegation, ehe er während des Sechstagekrieges im Juni 1967 von der israelischen Armee für 17 Tage festgenommen und danach nach Amman abgeschoben wurde. Danach war er als Brigadegeneral der Streitkräfte Jordaniens in Jordanien Vorsitzender der gemischten Israelisch-Jordanischen Waffenstillstandskommission.
Nach den Ereignissen des sogenannten Schwarzen Septembers im Jordanischen Bürgerkrieg wurde Daoud am 16. September 1970 von König Hussein I. als Nachfolger von Abd al-Munʿim ar-Rifaʿi zum Ministerpräsidenten ernannt. Zugleich übernahm er in seiner Regierung das Amt des Außenministers. Trotz der Bemühungen zur Entspannung der von der Terrororganisation Schwarzer September initiierten Unruhen kam es zu einer Eskalation des Konflikts. Nach nur zehntägiger Amtszeit trat er am 26. September 1970 zurück und wurde durch Ahmad Toukan abgelöst. Daraufhin ging er nach Ägypten und beriet die politische Situation Jordaniens mit dem damaligen ägyptischen Präsidenten Gamal Abdel Nasser, der allerdings zwei Tage später am 28. September 1970 starb.
Bei Daoud selbst wurde Ende 1971 in einem Krankenhaus in Kairo ein Hirntumor festgestellt. Nach einer anschließenden Operation in Paris kehrte er am 10. Januar 1972 nach Jordanien zurück, wo er schließlich am 19. Januar 1972 in einem Militärkrankenhaus in Amman verstarb.

## Weblink
- Harris M. Lentz: Heads of States and Governments Since 1945. Verlag Routledge, 2014, ISBN 1-1342-6497-6, S. 1681.